# Mantidactylus melanopleura
Mantidactylus melanopleura är en groddjursart som först beskrevs av François Mocquard 1901.  Mantidactylus melanopleura ingår i släktet Mantidactylus och familjen Mantellidae. IUCN kategoriserar arten globalt som livskraftig. Inga underarter finns listade i Catalogue of Life.